# ريدجلي (ماريلاند)
ريدجلي (بالإنجليزية: Ridgely, Maryland)‏ هي بلدة تقع في مقاطعة كارولين (ماريلاند) بولاية ماريلاند في الولايات المتحدة. تبلغ مساحتها 4.61 (كم²)، وترتفع عن سطح البحر 18 م، بلغ عدد سكانها 1639 نسمة في عام 2010 حسب إحصاء مكتب تعداد الولايات المتحدة وتصل الكثافة السكانية فيها 355.5 نسمة/كم2.

## التركيبة السكانية
قام مكتب تعداد الولايات المتحدة بتحديد بيانات التركيبة السكانية لريدجلي في تعداد الولايات المتحدة. في ما يلي، التركيبة السكانية حسب تعدادي 2000 و2010.

### تعداد عام 2000
بلغ عدد سكان ريدجلي 1,352 نسمة بحسب تعداد عام 2000، وبلغ عدد الأسر 513 أسرة وعدد العائلات 349 عائلة مقيمة في البلدة. في حين سجلت الكثافة السكانية 1,269.0 نسمة لكل ميل مربع (490.0/كم2). وبلغ عدد الوحدات السكنية 553 وحدة بمتوسط كثافة قدره 519.1 نسمة لكل ميل مربع (200.4/كم2).
وتوزع التركيب العرقي للبلدة بنسبة 81.58% من البيض و 0.22% من الأمريكيين الأصليين و 0.59% من الأمريكيين ذوي الأصول الآسيوية و 15.61% من الأمريكيين الأفارقة و 1.04% من عرقين مختلطين أو أكثر.
بلغ عدد الأسر 513 أسرة كانت نسبة 39.6% منها لديها أطفال تحت سن الثامنة عشر تعيش معهم، وبلغت نسبة الأزواج القاطنين مع بعضهم البعض 49.5% من أصل المجموع الكلي للأسر، ونسبة 15.0% من الأسر كان لديها معيلات من الإناث دون وجود شريك، وكانت نسبة 31.8% من غير العائلات. تألفت نسبة 26.9% من أصل جميع الأسر من أفراد ونسبة 10.7% كانوا يعيش معهم شخص وحيد يبلغ من العمر 65 عاماً فما فوق. وبلغ متوسط حجم الأسرة المعيشية 3.21، أما متوسط حجم العائلات فبلغ 2.63.
بلغ العمر الوسطي للسكان 33 عاماً. وكانت نسبة 8.1% بين الثامنة عشر والأربعة وعشرون عاماً، ونسبة 31.1% كانت واقعةً في الفئة العمرية ما بين الخامسة والعشرون حتى والأربعة وأربعون عاماً، ونسبة 19.6% كانت ما بين الخامسة والأربعون حتى الرابعة والستون، ونسبة 10.8% كانت ضمن فئة الخامسة والستون عاماً فما فوق. يوجد لكل 100 أنثى 89.6 ذكر، ويوجد لكل 100 أنثى في الثامنة عشر من عمرها فما فوق 87.1 ذكر.
بلغ متوسط دخل الأسرة في البلدة 35,750 دولار، أما متوسط دخل العائلة فبلغ 38,929 دولار. وكان متوسط دخل الذكور 27,356 دولار مقابل 19,844 دولار للإناث. وسجل دخل الفرد الخاص بالبلدة 15,581 دولار. وكانت نسبة 7.8% من العائلات ونسبة 11.3% من السكان تحت خط الفقر، وكان من هؤلاء نسبة 12.4% تحت سن الثامنة عشر ونسبة 14.6% في الخامسة والستين من العمر وما فوق.

### تعداد عام 2010
بلغ عدد سكان ريدجلي 1,639 نسمة بحسب تعداد عام 2010، وبلغ عدد الأسر 604 أسرة وعدد العائلات 412 عائلة مقيمة في البلدة. في حين سجلت الكثافة السكانية 920.8 نسمة لكل ميل مربع (355.5/كم2). وبلغ عدد الوحدات السكنية 667 وحدة بمتوسط كثافة قدره 374.7 لكل ميل مربع (144.7/كم2).
وتوزع التركيب العرقي للبلدة بنسبة 77.1% من البيض و 0.9% من الأمريكيين الأصليين و 0.2% من الأمريكيين ذوي الأصول الآسيوية و 16.3% من الأمريكيين الأفارقة و 3.1% من عرقين مختلطين أو أكثر.
بلغ عدد الأسر 604 أسرة كانت نسبة 44.7% منها لديها أطفال تحت سن الثامنة عشر تعيش معهم، وبلغت نسبة الأزواج القاطنين مع بعضهم البعض 46.9% من أصل المجموع الكلي للأسر، ونسبة 16.1% من الأسر كان لديها معيلات من الإناث دون وجود شريك، بينما كانت نسبة 5.3% من الأسر لديها معيلون من الذكور دون وجود شريكة وكانت نسبة 31.8% من غير العائلات. تألفت نسبة 27.2% من أصل جميع الأسر من أفراد ونسبة 9.8% كانوا يعيش معهم شخص وحيد يبلغ من العمر 65 عاماً فما فوق. وبلغ متوسط حجم الأسرة المعيشية 3.26، أما متوسط حجم العائلات فبلغ 2.71.
بلغ العمر الوسطي للسكان 32 عاماً. وكانت نسبة 30.9% من القاطنين تحت سن الثامنة عشر، وكانت نسبة 6.9% بين الثامنة عشر والأربعة وعشرون عاماً، ونسبة 30.4% كانت واقعةً في الفئة العمرية ما بين الخامسة والعشرون حتى والأربعة وأربعون عاماً، ونسبة 22.9% كانت ما بين الخامسة والأربعون حتى الرابعة والستون، ونسبة 8.9% كانت ضمن فئة الخامسة والستون عاماً فما فوق. وتوزع التركيب الجنسي للسكان بنسبة 47.0% ذكور و53.0% إناث.

## وصلات خارجية
- Town of Ridgely, Maryland
- The US50 - Cities and Towns in Maryland State
- Maryland Cities and Towns, Facts, Map, Flag, Colleges, Government, and More